# Gōseki Kojima
小島・剛夕
Œuvres principales
Première œuvre : Koi no shinsengumi
Autres ouvrages :
- Lone Wolf and Cub

Gōseki Kojima (小島 剛夕, Kojima Gōseki) est un mangaka japonais né le 3 novembre 1928 à Yokkaichi dans la Préfecture de Mie, au Japon. Il est décédé le 5 janvier 2000  à Tokyo.
Il est principalement connu pour être l'auteur de Lone Wolf and Cub (子連れ狼, Kozure Ōkami).

## Biographie
Gōseki Kojima nait le 3 novembre 1928 à Yokkaichi.
Il meurt le 5 janvier 2000  à Tokyo.

## Récompenses
Récompenses posthumes
- 2001 :  Prix Eisner de la meilleure édition américaine d'une œuvre internationale pour Lone Wolf and Cub (avec Kazuo Koike)
- 2001 :  Prix Harvey de la meilleure édition américaine d'une œuvre étrangère pour Lone Wolf and Cub (avec Kazuo Koike)
- 2002 :  Prix Harvey de la meilleure présentation de matériel étranger et du meilleur album reprenant des travaux auparavant publiés pour Lone Wolf and Cub no 4 (avec Kazuo Koike)
- 2003 :  Prix Harvey de la meilleure présentation de matériel étranger pour Lone Wolf and Cub (avec Kazuo Koike)
- 2004 :
  -  Temple de la renommée Will Eisner
  - Prix Diamond Gem Award pour Kubikiri asa (avec Kazuo Koike)
  -  Prix Haxtur de la meilleure histoire courte pour Lone Wolf and Cub no 4 (avec Kazuo Koike)
- 2006 :  Prix Haxtur de la meilleure histoire longue pour Kubikiri Asa no 5 (avec Kazuo Koike)